# Goin’ 50
Goin' 50 (англ. Добрались до 50) — сборник в вариантах 3 CD или 5 LP американской рок-группы ZZ Top, вышедший в августе 2019 года. В июне 2019 года выпущен его вариант «для непостоянных слушателей»  из одного CD под тем же названием, отличающийся жёлтым фоном обложки.

## Об альбоме
Сборник, на котором представлены 50 песен, был выпущен к 50-летнему юбилею группы. Большинство композиций подверглись ремастерингу, который «подтянул и подчистил треки, прорисовав каждый искусный гитарный мазок, буги-бит и хриплый голос с отчётливой ясностью и совершенным разделением [друг от друга]» .
Стивен Томас Эрлевайн отметил, что «другие компиляции группы охватывают антологию более лаконично — если вы хотите одни только хиты, то поищите что-нибудь другое или возьмите однодисковый вариант этого альбома» 
Как отмечает обозреватель, «Каким было бы лучшее название альбома?» — «Песни, которые у вас уже есть, но вы никогда не слышали их в таком отменном звуке», а десять слов, которые описывают альбом следующие: «шершавый», «озорной», «драйвовый», «блюзовый», «нетленный», «хриплый», «повеса», «непосредственный», «беспутный» 
Альбом вышел на 3 CD («первый диск — ранние озорные годы, второй — эпоха MTV, третий — пост-Afterburner эра» ) или 5 LP.

## Список композиций (CD с указанием места на стороне LP)

### CD 1
| №   | Название                                                                                  | Длительность |
| --- | ----------------------------------------------------------------------------------------- | ------------ |
| 1.  | «La Grange Remastered (A1)» (с альбома Tres Hombres)                                      |              |
| 2.  | «Beer Drinkers & Hell Raisers Remastered (A2)» (с альбома Tres Hombres)                   |              |
| 3.  | «Tush Remastered (A3)» (с альбома Fandango!)                                              |              |
| 4.  | «Salt Lick Remastered (A4)» (с сингла Salt Lick)                                          |              |
| 5.  | «Miller’s Farm Remastered (A5)» (с сингла Salt Lick)                                      |              |
| 6.  | «(Somebody Else Been) Shaking Your Tree Remastered (A6)» (с альбома ZZ Top's First Album) |              |
| 7.  | «Francine Remastered (A7)» (с альбома Rio Grande Mud)                                     |              |
| 8.  | «Heard It On The X Remastered (B1)» (с альбома Fandango!)                                 |              |
| 9.  | «It’s Only Love Remastered (B2)» (с альбома Tejas)                                        |              |
| 10. | «Arrested for Driving While Blind Remastered (B3)» (с альбома Tejas)                      |              |
| 11. | «Enjoy and Get It On Remastered (B4)» (с альбома Tejas)                                   |              |
| 12. | «I Thank You Remastered (B5)» (с альбома Degüello)                                        |              |
| 13. | «Cheap Sunglasses Remastered (C1)» (с альбома Degüello)                                   |              |
| 14. | «I’m Bad, I’m Nationwide Remastered (C2)» (с альбома Degüello)                            |              |
| 15. | «Leila Remastered (C3)» (с альбома El Loco)                                               |              |
| 16. | «Tube Snake Boogie Remastered (C4)» (с альбома El Loco)                                   |              |
| 17. | «Pearl Necklace Remastered (C5)» (с альбома El Loco)                                      |              |

### CD 2
| №   | Название                                                        | Длительность |
| --- | --------------------------------------------------------------- | ------------ |
| 1.  | «Gimme All Your Lovin’ Remastered (D1)» (с альбома Eliminator)  |              |
| 2.  | «Got Me Under Pressure Remastered (D2)» (с альбома Eliminator)  |              |
| 3.  | «Sharp Dressed Man Remastered (D3)» (с альбома Eliminator)      |              |
| 4.  | «TV Dinners Remastered (D4)» (с альбома Eliminator)             |              |
| 5.  | «Legs 2008 Remastered (E1)» (с альбома Eliminator)              |              |
| 6.  | «Sleeping Bag Remastered (E2)» (с альбома Afterburner)          |              |
| 7.  | «Can’t Stop Rockin’ Remastered (E3)» (с альбома Afterburner)    |              |
| 8.  | «Stages Remastered (E4)» (с альбома Afterburner)                |              |
| 9.  | «Rough Boy Remastered (E5)» (с альбома Afterburner)             |              |
| 10. | «DeliriousRemastered (F1)» (с альбома Afterburner)              |              |
| 11. | «Woke Up with Wood Remastered (F2)» (с альбома Afterburner)     |              |
| 12. | «Velcro Fly Remastered (F3)» (с альбома Afterburner)            |              |
| 13. | «Doubleback Remastered (F4)» (с альбома Recycler)               |              |
| 14. | «Concrete and Steel Remastered (F5)» (с альбома Recycler)       |              |
| 15. | «My Head’s in Mississippi Remastered (G1)» (с альбома Recycler) |              |
| 16. | «Give It Up Remastered (G2)» (с альбома Recycler)               |              |
| 17. | «Decision or Collision Remastered (G3)» (с альбома Recycler)    |              |

### CD 3
| №   | Название | Длительность |
| --- | --- | ------------ |
| 1.  | «Viva Las Vegas Remastered (G4)» (с альбома Greatest Hits)                                                     |              |
| 2.  | «Gun Love Remastered (G5)» (с альбома Greatest Hits)                                                           |              |
| 3.  | «Pincushion (H1)» (с альбома Antenna)                                                                          |              |
| 4.  | «Breakaway (H2)» (с альбома Antenna)                                                                           |              |
| 5.  | «Girl in a T-Shirt (H3)» (с альбома Antenna)                                                                   |              |
| 6.  | «Fuzzbox Voodoo (H4)» (с альбома Antenna)                                                                      |              |
| 7.  | «She’s Just Killing Me (I1)» (с альбома Rhythmeen)                                                             |              |
| 8.  | «What’s Up with That (I2)» (с альбома Rhythmeen)                                                               |              |
| 9.  | «Bang Bang (I3)» (с альбома Rhythmeen)                                                                         |              |
| 10. | «Rhythmeen (I4)» (с альбома Rhythmeen)                                                                         |              |
| 11. | «Fearless Boogie (I5)» (с альбома XXX)                                                                         |              |
| 12. | «36-22-36 (J1)» (с альбома XXX)                                                                                |              |
| 13. | «Piece (J2)» (с альбома Mescalero)                                                                             |              |
| 14. | «I Gotsta Get Paid (J3)» (с альбома La Futura)                                                                 |              |
| 15. | «Waitin’ For The Bus (live) (J4)» (с альбома Tonite at Midnight: Live Greatest Hits from Around the World)     |              |
| 16. | «Jesus Just Left Chicago (live) (J5)» (с альбома Tonite at Midnight: Live Greatest Hits from Around the World) |              |

## Список композиций на однодисковом релизе
1. La Grange
2. Sharp Dressed Man
3. Gimme All Your Lovin
4. Tush
5. Cheap Sunglasses
6. I'm Bad, I'm Nationwide
7. Legs
8. Got Me Under Pressure
9. Rough Boy
10. Sleeping Bag
11. Velcro Fly
12. Doubleback
13. Viva Las Vegas
14. Pincushion
15. What's Up With That
16. Fearless Boogie
17. Piece
18. I Gotsta Get Paid

## Состав
- Билли Гиббонс — вокал, гитара
- Дасти Хилл — бас-гитара
- Фрэнк Бирд — ударные